# ریپوستو
ریپوستو (به ایتالیایی: Riposto) یک کومونه در ایتالیا است که در استان کاتانیا واقع شده‌است.

## خصوصیات
ریپوستو ۱۲٫۹ کیلومترمربع مساحت و ۱۴٬۷۶۴ نفر جمعیت دارد و ۷ متر بالاتر از سطح دریا واقع شده‌است.